# けえらん
けえらんとは和菓子の一種。けいらん、けーらんとも表記される。米を蒸した生地で餡を巻いたシンプルな菓子である。餡にはこし餡とつぶ餡がある。また、生地にヨモギを入れたものもある。

## 起源
豊臣秀吉が朝鮮出兵のため名護屋城に滞在していた頃、浜崎（現佐賀県唐津市浜玉町）の諏訪神社に戦勝祈願した際に地元民が献上したものと言い伝えられている。またこの時、秀吉が「戦に勝つまで帰らん」と言ったエピソードがあり、「帰らん」という言葉が菓子の名称の「けえらん」の由来となったとの言い伝えもある。
以前はこの諏訪神社の春祭りの時期にのみ、神社近辺に出される出店で売られていたものであったが、この地区の名物となったため、周辺地域に店舗を構え常時売られるようになった。

## 文献
「けいらん」という名称の文献としての初出は1603年（慶長8年）の『日葡辞書』で、「もち米または粳米の粉を水でこね、中に黒砂糖を包み、金柑ほどに丸めて蒸したもの」とされていた。1643年（寛永20年）の『料理物語』ではこれに加え、「汁はうどん同然」とあることから、この頃より現在のけいらんのような料理も食されていたと見られる。
しかし、けえらんには黒砂糖を入れたものは無く、卵状に丸めたものも無い。汁に入れて食される事も無い。
また、東北地方北部には汁物として出される「けいらん」という名称の郷土料理がある。